# Max Lehmann
Max Lehmann (Berlino, 19 maggio 1845 – Gottinga, 8 ottobre 1929) è stato un educatore e storico tedesco.

## Biografia
Studiò filologia e storia presso le università di Königsberg, Bonn e Berlino, ricevendo il suo dottorato presso quest'ultima istituzione nel 1867. Nel 1879 Lehmann cominciò a insegnare presso l'Accademia Militare di Berlino e nel 1887 fu membro dell'Accademia militare Prussiana. Un anno dopo, successe a Max Lenz presso l'Università Marburgo come professore di storia. Nel 1893 fu occupò in una posizione simile presso l'Università di Lipsia, e successivamente lo stesso anno, presso l'università di Gottinga come professore di storia medievale e moderna. Il famoso storico polacco Szymon Askenazy scrisse la sua tesi di dottorato sotto la supervisione di Lehmann (1894).

## Opere
- Das Aufgebot zur Heerfahrt Ottos II nach Italien (1869) – Otto II spedizione militare in Italia.
- Der Krieg von 1870 bis zur Einschliessung von Metz (1873).
- Knesebeck und Schon: Beiträge zur Geschichte der Freiheitskriege (1875) – Karl Friedrich von dem Knesebeck e Theodor von Schön
- Stein, Scharnhorst und Schön: eine Schutzschrift (1877) – Karl Freiherr vom und zum Stein, Gerhard Johann David von Scharnhorst e Theodor von Schön.
- Scharnhorst (1886–87).
- Friedrich der Grosse und der Ursprung des siebenjärigen Krieges (1894) – Frederick the Great e l'origine della guerra dei sette anni.
- Freiherr von Stein (1902–05).
- Historische Aufsätze und Reden (1911).
- Die Erhebung von 1813 (1913).